# Merck BKK
Die Merck BKK ist eine deutsche Krankenkasse aus der Gruppe der Betriebskrankenkassen mit Sitz in Darmstadt. Die Merck BKK hat ihren Ursprung im Unternehmen Merck KGaA und wurde im Jahr 1884 gegründet. Sie steht ausschließlich den aktuellen und ehemaligen Beschäftigten von Merck sowie deren Angehörigen offen.
Das aktuelle Aufgabenfeld der Krankenkasse beinhaltet unter anderem Vorsorge und Krankheitsprävention, Disease-Management-Programme, die Ermöglichung Integrierter Versorgung und die Realisierung von Modellvorhaben für Rabattverträge. Im Jahr 2024 waren fast 70 % der Mitarbeiter in den Werken in Darmstadt, Gernsheim, Weiterstadt u. a. bei der Merck BKK versichert. Im Jahr 2024 hatte die Kasse über 34.000 Versicherte. Die Merck BKK erhebt ab dem 1. Juli 2025 einen Zusatzbeitrag von 3,97 Prozent. 
Seit 1. Juli 2023 ist der Rechtsanwalt Dirk Sulzmann Vorstand der Betriebskrankenkasse.
Gegründet wurde die Krankenkasse bereits am 18. Oktober 1884 als Reaktion auf das Krankenversicherungsgesetz des Reichstags von 1883. Die Auswirkungen der Bismarck'schen Gesetzgebung führten reichsweit zur Gründung von Krankenkassen, wobei allein in Darmstadt neun Betriebskrankenkassen entstanden. Damals firmierte die Krankenkasse noch unter dem Namen "Kranken-Casse der Chemischen Fabrik E. Merck zu Darmstadt" – sie ist somit die älteste noch bestehende Krankenkasse in Darmstadt und Umgebung. Bei ihrer Gründung versicherte die Krankenkasse 355 Mitglieder, die einen Beitragssatz von 1,5 Prozent – zu einem Drittel vom Fabrikbesitzer getragen – entrichteten. Die Versorgung mit Medikamenten und Heilmitteln wurde exklusiv durch die Darmstädter Engel-Apotheke sichergestellt. Es war den Versicherten nur in besonders dringenden Fällen gestattet, benötigte Produkte in anderen Apotheken zu beziehen. Das Aufgabengebiet der "Kranken Casse der Chemischen Fabrik E. Merck zu Darmstadt" reichte weit über die Absicherung im Krankheitsfall hinaus. So wurden von den Mitarbeitern Lohnabrechnungen erstellt, Zeugnisse angefertigt, Schuldner beraten und Streitigkeiten geschlichtet. Zudem konnten Hosenträger, Handschuhe und Zahnbürsten bei der Krankenkasse erworben werden. Im Jahr 1904 bezog die Betriebskrankenkasse im Zuge der Verlegung der Produktionsstätten in den Darmstädter Norden Räumlichkeiten in der Frankfurter Straße 250. Zudem wurde sie umbenannt und hieß von nun an "Betriebskrankenkasse der Firma E. Merck". Weitere Umzüge entlang der Frankfurter Straße erfolgten in den Jahren 1971, 2004 und 2016. Im Jahr 2014 erfolgte zudem eine Umbenennung von BKK Merck nach Merck BKK.

## Weblink
- Offizielle Website